# Ardian Jevric
Ardian Jevric (* 7. Juli 1986 in Paderborn) ist ein deutscher Fußballspieler, der in zwei Zweitligaspielen des SC Paderborn 07 auf dem Feld stand. Seine bevorzugte Position ist das offensive Mittelfeld.

## Karriere
Jevric begann seine Karriere in der Jugend vom TuS Sennelager sowie beim Hövelhofer SV und SC Paderborn 07. Ab dem Jahr 2005 spielte er in der Paderborner Reserve.
Sein Profidebüt gab er am 24. April 2010 im Zweitliga-Spiel gegen den MSV Duisburg, bei dem er für die letzten Minuten eingewechselt wurde. Im Sommer 2010 unterzeichnete er seinen ersten Profivertrag beim SC Paderborn, nachdem er in der Westfalenliga-Saison 2009/10 zwanzig Tore erzielt hatte. Er stand in der Saison 2010/11 dann aber nur dreimal im Kader des Zweitligisten und wurde nur am 33. Spieltag kurz vor Schluss eingewechselt.
Zur Spielzeit 2011/12 wechselte er zum westfälischen Verbandsligisten SV Lippstadt 08. Mit 18 Saisontoren hatte Jevric wesentlichen Anteil am Meisterschaftsgewinn des SV Lippstadt und dem Aufstieg in die Oberliga Westfalen. Zudem bekam der Verein die Chance auf zwei Ausscheidungsspiele zur Qualifikation für die neue Regionalliga West gegen den Tabellenvierten der aufzulösenden NRW-Liga, die SSVg Velbert. Beide Spiele gingen jedoch mit 1:2 verloren, Jevric sah dabei im Hinspiel ebenso wie sein Mannschaftskollege Torjäger Björn Traufetter eine rote Karte. In der Saison 2012/13 wurde er mit Lippstadt Oberligameister und stieg in die Regionalliga auf. Als Vorletzter stieg die Mannschaft 2013/14 wieder ab. Jevric spielte noch drei weitere Jahre für den SVL in der Oberliga Westfalen, ehe er sich 2017 seinem Jugendverein TuS Sennelager anschloss. Ein Jahr später ging er zum Landesligisten SuS Bad Westernkotten. Ab 2020 spielte er bei Suryoye Paderborn und anschließend wieder TuS Sennelager in der Kreisliga.